# Dan Abramovich
Dan Abramovich (Haifa, 12 de marzo de 1963) es un matemático israelí-estadounidense que trabaja en los campos de la geometría algebraica y la geometría aritmética. A partir de 2019, posee el título de profesor universitario L. Herbert Ballou en la Universidad Brown y es miembro electo de la Sociedad Americana de Matemáticas.

## Biografía
Recibió una licenciatura en la Universidad de Tel Aviv en 1987 y completó un doctorado en la Universidad de Harvard en 1991 bajo la supervisión de Joe Harris. De 1991 a 1994 fue instructor C. L. E. Moore en el Instituto Tecnológico de Massachusetts. Posteriormente ocupó puestos docentes en la Universidad de Boston entre 1994 y 1999 y desde 2003 es profesor en la Universidad Brown.
Entre otros temas, ha tratado la geometría biracional, la resolución de singularidades, subvariedades de variedades abelianas, límites para la torsión de curvas elípticas, puntos racionales y enteros sobre variedades algebraicas y espacios de módulos de fibrados vectoriales sobre curvas. Junto con Felipe Voloch, en 1992 logró avanzar hacia la demostración de la conjetura de Mordell-Lang en característica p (la demostración completa vino posteriormente de Ehud Hrushovski).
Ha sido investigador invitado en diversas instituciones, entre ellas la Universidad Hebrea de Jerusalén, el Instituto Max Planck de Matemáticas, el Instituto de Investigación en Ciencias Matemáticas (MSRI), la Universidad Pierre y Marie Curie de París y en el Instituto de Altos Estudios Científicos. Fue ponente invitado en el Congreso Internacional de Matemáticos de 2018 ("Resolución de singularidades de variedades algebraicas complejas y sus familias"). De 1996 a 1998 fue Sloan Fellow. Es miembro de la Sociedad Americana de Matemáticas.

## Publicaciones
- Soulé, C.; Abramovich, D.; Burnol, J. F.; Kramer, J. K. (25 de junio de 1992). Lectures on Arakelov Geometry. Cambridge University Press. ISBN 978-0-521-41669-6. doi:10.1017/cbo9780511623950.
- Abramovich, Dan; Karu, Kalle; Matsuki, Kenji; Włodarczyk, Jarosław (5 de abril de 2002). «Torification and factorization of birational maps». Journal of the American Mathematical Society (American Mathematical Society (AMS)) 15 (3): 531-572. ISSN 0894-0347. doi:10.1090/s0894-0347-02-00396-x.
- Abramovich, Dan; Matsuki, Kenji; Rashid, Suliman (1 de enero de 1999). «A note on the factorization theorem of toric birational maps after Morelli and its toroidal extension». Tohoku Mathematical Journal (Mathematical Institute, Tohoku University) 51 (4). ISSN 0040-8735. arXiv:math/9803126. doi:10.2748/tmj/1178224717.
- Abramovich, Dan; Oort, Frans (2000). «Alterations and Resolution of Singularities». Resolution of Singularities. Basel: Birkhäuser Basel. pp. 39-108. ISBN 978-3-0348-9550-7. doi:10.1007/978-3-0348-8399-3_3.
- Abramovich, D.; Karu, K. (2000). «Weak semistable reduction in characteristic 0». Inventiones Mathematicae (Springer Science and Business Media LLC) 139 (2): 241-273. Bibcode:2000InMat.139..241A. ISSN 0020-9910. doi:10.1007/s002229900024.
- with Voloch: Toward a proof of the Mordell-Lang conjecture in positive characteristic, Intern. Math. Research Notices, Band 5, 1992, S. 103–115